# JN-25
JN-25 war der amerikanische und britische Deckname für einen wichtigen und häufig verwendeten japanischen Code, der vor und  während des Zweiten Weltkriegs eingesetzt wurde. Die Abkürzung JN steht hier für Japanese Navy (Japanische Marine).

## Geschichte
Der Code JN-25 wurde am 1. Juni 1939 von der Kaiserlich Japanischen Marine als allgemein zu verwendende Chiffre zur geheimen Übermittlung von Befehlen und Anweisungen innerhalb der japanischen Flotte eingeführt. Dabei fand ein Codebuch Anwendung sowie ein Additivbuch mit Zufallszahlen, die zur Überschlüsselung des Codes dienten.
JN-25 blieb bis zum Ende des Krieges im Einsatz, wobei sowohl die Anwendungsregeln als auch die Code- und Additivbücher mehrfach ausgetauscht beziehungsweise modifiziert wurden.

## Verfahren
Es handelte sich um einen zweiteiligen Code. Im ersten Teil des Codebuchs waren Klartextstücke (einzelne Wörter und häufige Phrasen) alphabetisch aufgelistet und die entsprechenden Geheimtexte bestanden aus ungeordneten Ziffernfolgen. Zur Entschlüsselung gab es ein „inverses“ Codebuch, also einen zweiten Teil, in dem der Geheimtext numerisch sortiert aufgelistet war. Die Codegruppen bestanden aus fünf Ziffern, also Zahlen zwischen 00000 und 99999, wobei diese stets durch drei teilbar waren. Dies erlaubte eine Kontrolle auf Übertragungsfehler („Verstümmelungsprüfung“). In Summe standen somit 33.334 unterschiedlich Codegruppen zur Verfügung, beginnend mit 00000, 00003, 00006 und so weiter bis 99999. Tatsächlich hatte das Codebuch etwa 27.500 Einträge.
Nach der Codierung des Klartextes wurden in einem zweiten Schritt die Codegruppen mithilfe von zufälligen Additiven überschlüsselt. Hierzu gab es das Additivbuch mit Zufallszahlentabellen, die insgesamt 30.000 fünfstellige Zahlen zwischen 00000 und 99999 enthielten. Das Additivbuch hatte 300 Seiten, wobei jede genau hundert zufällige fünfstellige Gruppen enthielt. Eine beliebige Seite, beispielsweise das Blatt 123, des Buchs sah zum Beispiel wie folgt aus:
```
123     0     1     2     3     4     5     6     7     8     9
  0   42393 55716 34144 70177 31925 39037 41084 23622 06630 26507
  1   94151 65323 55114 61371 42621 36743 84235 33501 78143 56346
  2   96348 65281 47251 16714 56579 73767 39526 33381 45296 43994
  3   77511 51486 92042 79894 61833 71726 45365 75197 46012 19173
  4   12704 13885 88283 23465 20675 
57284 33626 67623
 78343 97353
  5   77165 32805 02671 23375 27014 04517 22234 32643 35566 24325
  6   58440 66773 11938 23014 37376 62443 42737 58332 54874 24644
  7   39264 41339 22304 18948 54935 12325 15039 61990 27327 67794
  8   96893 52505 95336 26673 65531 26922 73434 55634 09291 56644
  9   38614 36322 97105 43806 19854 60546 34443 78238 74344 43695
```

War nun beispielsweise eine Meldung wie „Angriff im Morgengrauen“ zu verschlüsseln, dann wurden zunächst die Klartextworte im ersten Teil des Codebuchs gesucht. Hier fand man alphabetisch sortiert für „Angriff“ zum Beispiel 82695, für „im“ dann 37962 und für „Morgengrauen“ schließlich 68097. Der kodierte Zwischentext lautete also:
```
82695 37962 68097
```

Im zweiten Schritt wählte der Verschlüssler nun irgendeine Seite des Additiv-Buchs aus und hier eine beliebige Startposition, beispielsweise Seite 123 und Position 45. An dieser Stelle konnte er die folgenden Additive ablesen (oben der Deutlichkeit halber durch Unterstreichung hervorgehoben):
```
57284 33626 67623
```

Stellenweise wurde nun jede Ziffer des Zwischentextes und des Additivs ohne Übertrag addiert und man erhielt:
```
39879 60588 25610
```

Dies ist der als Funkspruch zu übermittelnde Geheimtext, den der befugte Empfänger, der im Besitz der gleichen Schlüsselunterlagen (Codebuch und Additivbuch) wie der Absender ist, durch Umkehrung der Verfahrensschritte wieder in den ursprünglichen Klartext zurückverwandeln kann, vorausgesetzt er kennt die vom Absender frei gewählte Startposition der Additive. Diese wurde ihm in Form eines Indikators als Teil des Funktelegramms übermittelt (siehe auch: Scan eines authentischen JN‑25-Funkspruchs unter Weblinks).

## Entzifferung
Das Verfahren an sich wurde zuerst durch den britischen Codebreaker John Tiltman aufgeklärt. Danach gelang Kryptoanalytikern der United States Navy, wie Joseph Rochefort und Laurance Safford, der Einbruch in JN‑25 mithilfe von abgefangenen Routinenachrichten wie Beantragungen von Einfahrerlaubnissen in Häfen, täglichen Positionsmeldungen oder medizinischen Berichten. In mühsamer Kleinarbeit rekonstruierten sie nacheinander die Indikatoren der Nachrichten, die Additive und schließlich die Codebuchzahlen, bevor sie im letzten Schritt auf die Bedeutungen im Klartext-Japanisch zurückschließen konnten. Naturgemäß gelang dies zunächst nur bei wenigen Codegruppen, so dass ein „Mitlesen“ zu Beginn nur bei wenigen Prozenten des Textes gelang.
Im weiteren Verlauf war ein wichtiges kryptanalytisches Hilfsmittel die Suche nach Depths und die „phasenrichtige“ Ausrichtung von mehreren Sprüchen.

## Konsequenzen
Der erfolgreiche und kontinuierliche Bruch von JN‑25 und all seiner Modifikationen war von großer Bedeutung für den Kriegsverlauf im Pazifikkrieg, insbesondere in den Jahren 1942 und 1943. So erlangten die Amerikaner möglicherweise entscheidende Informationen für die Schlacht im Korallenmeer im Mai 1942 sowie die Schlacht um Midway im Juni 1942. Die Operation Vengeance, also der Abschuss des Flugzeugs von Admiral Yamamoto im April 1943, wäre ohne die Entzifferung von JN‑25 so nicht möglich gewesen.